# Averill Park
Averill Park és una concentració de població designada pel cens dels Estats Units a l'estat de Nova York. Segons el cens del 2000 tenia 1.517 habitants.

## Demografia
Segons el cens del 2000, Averill Park tenia 1.517 habitants, 597 habitatges, i 422 famílies. La densitat de població era de 195,9 habitants/km².
Dels 597 habitatges en un 34,8% hi vivien nens de menys de 18 anys, en un 57,3% hi vivien parelles casades, en un 9,4% dones solteres, i en un 29,3% no eren unitats familiars. En el 24% dels habitatges hi vivien persones soles el 8,5% de les quals corresponia a persones de 65 anys o més que vivien soles. El nombre mitjà de persones vivint en cada habitatge era de 2,54 i el nombre mitjà de persones que vivien en cada família era de 3,04.
Per edats la població es repartia de la següent manera: un 26,6% tenia menys de 18 anys, un 5,8% entre 18 i 24, un 29,3% entre 25 i 44, un 26,6% de 45 a 60 i un 11,8% 65 anys o més.
L'edat mediana era de 40 anys. Per cada 100 dones de 18 o més anys hi havia 95,1 homes.
La renda mediana per habitatge era de 54.524 $ i la renda mediana per família de 62.188 $. Els homes tenien una renda mediana de 38.981 $ mentre que les dones 26.875 $. La renda per capita de la població era de 24.180 $. Entorn del 4% de les famílies i el 4,8% de la població estaven per davall del llindar de pobresa.